# 51. BAFTA-gála
Az 51. BAFTA-gálát 1998. április 18-án tartották, melynek keretében a Brit film- és televíziós akadémia az 1997. év legjobb filmjeit és alkotóit díjazta.

## Díjazottak és jelöltek
(a díjazottak félkövérrel vannak jelölve)

### Legjobb film
Alul semmi
- Szigorúan bizalmas
- Botrány a birodalomban
- Titanic

### Alexander Korda-díj az év kiemelkedő brit filmjének
Éhkoppon
- Hétszer 24
- Csenő manók
- Alul semmi
- Botrány a birodalomban
- A fronton túl

### Legjobb nem angol nyelvű film
Szerelmi fészek (Central do Brasil) • Franciaország
- A tangó lecke (The Tango Lesson) • Argentína/Franciaország
- Rózsaszín életem (Ma Vie En Rose) • Belgium
- Lucie Aubrac (Lucie Aubrac) • Franciaország

### David Lean-díj a legjobb rendezésért
Baz Luhrmann - Rómeó + Júlia
- James Cameron - Titanic
- Peter Cattaneo - Alul semmi
- Curtis Hanson - Szigorúan bizalmas

### Legjobb főszereplő
Robert Carlyle - Alul semmi
- Billy Connolly - Botrány a birodalomban
- Kevin Spacey - Szigorúan bizalmas
- Ray Winstone - Éhkoppon

### Legjobb női főszereplő
Judi Dench - Botrány a birodalomban
- Kim Basinger - Szigorúan bizalmas
- Helena Bonham Carter - A galamb szárnyai
- Kathy Burke - Éhkoppon

### Legjobb férfi mellékszereplő
Tom Wilkinson - Alul semmi
- Mark Addy - Alul semmi
- Rupert Everett - Álljon meg a nászmenet!
- Burt Reynolds - Boogie Nights

### Legjobb női mellékszereplő
Sigourney Weaver - Jégvihar
- Jennifer Ehle - Oscar Wilde szerelmei
- Lesley Sharp - Alul semmi
- Zoë Wanamaker - Oscar Wilde szerelmei

### Legjobb adaptált forgatókönyv
Rómeó + Júlia - Baz Luhrmann, Craig Pearce
- Jégvihar - James Schamus
- Szigorúan bizalmas - Curtis Hanson, Brian Helgeland
- A galamb szárnyai - Hossein Amini

### Legjobb eredeti forgatókönyv
Éhkoppon - Gary Oldman
- Boogie Nights - Paul Thomas Anderson
- Alul semmi - Simon Beaufoy
- Botrány a birodalomban - Jeremy Brock

### Legjobb operatőri munka
A galamb szárnyai
- Szigorúan bizalmas
- Rómeó + Júlia
- Titanic

### Legjobb jelmez
Botrány a birodalomban
- Szigorúan bizalmas
- Titanic
- A galamb szárnyai

### Legjobb vágás
Szigorúan bizalmas
- Alul semmi
- Rómeó + Júlia
- Titanic

### Legjobb smink
A galamb szárnyai
- Szigorúan bizalmas
- Botrány a birodalomban
- Titanic

### Anthony Asquith-díj a legjobb filmzenének
Rómeó + Júlia - Nellee Hooper
- Alul semmi - Anne Dudley
- Szigorúan bizalmas - Jerry Goldsmith
- Titanic - James Horner

### Legjobb díszlet
Rómeó + Júlia
- Szigorúan bizalmas
- Botrány a birodalomban
- Titanic

### Legjobb hang
Szigorúan bizalmas
- Alul semmi
- Rómeó + Júlia
- Titanic

### Legjobb vizuális effektek
Az ötödik elem
- Csenő manók
- Men in Black – Sötét zsaruk
- Titanic